# قلعه وست
قلعه وست (به لاتین: Qala Wust) یک منطقهٔ مسکونی در افغانستان است که در ولایت بدخشان واقع شده‌است.